# Sherlock Holmes and the Voice of Terror
Sherlock Holmes and the Voice of Terror, titulada en español La voz del terror o Sherlock Holmes y la voz del terror, es una película estadounidense de 1942 dirigida por John Rawlins. Fue protagonizada por Basil Rathbone y Nigel Bruce en los papeles de Sherlock Holmes y John H. Watson, respectivamente, siendo la tercera película en la que interpretaron aquellos roles. La trama se basa libremente en el cuento Su último saludo en el escenario de Arthur Conan Doyle, así como en ciertos eventos ocurridos durante la Segunda Guerra Mundial.

## Trama
Una serie de transmisiones radiales, emitidas desde la Alemania nazi y dirigidas a los habitantes del Reino Unido, pretende imponer el terror entre la población, dando a conocer numerosos atentados en contra de fábricas, represas e incluso diplomáticos británicos. El Consejo de Seguridad del Reino Unido es incapaz de descubrir al responsable de la denominada "voz del terror", por lo que Sir Evan Barham propone pedirle ayuda al detective privado Sherlock Holmes. Aunque la idea es resistida por Lloyd, uno de los miembros del Consejo, el detective asume la tarea. Holmes se reúne con los miembros del Consejo y sostiene que lo importante no es la identidad de la voz del terror, sino que sus propósitos, ya que sospecha que las transmisiones radiales son una cortina de humo para algo peor.
Mientras Holmes y el Dr. Watson están en su casa, uno de sus colaboradores, Gavin, llega al lugar agonizante, con una daga alemana clavada en la espada. El detective lo había enviado al distrito londinense de Limehouse a investigar, por lo que interpreta la muerte de Gavin como una señal de que encontró algo que no debía. Antes de morir, Gavin solo alcanzó a decir "Christopher". Holmes y Watson van al distrito de Limehouse para investigar. Allí, le cuentan lo sucedido a la esposa de Gavin, Kitty, quien convence a sus amigos para que recorran Londres en busca del significado de la palabra que dijo su marido antes de morir.
Luego que la voz del terror anuncia otro atentado, Holmes informa a los miembros del Consejo que con la ayuda de un osciloscopio ha deducido que tales transmisiones han sido grabadas con anterioridad y posteriormente reproducidas. Los mensajes emitidos desde la ciudad de Salzburgo no son pronunciados en directo, sino que son meras grabaciones. Por lo tanto, cree que el responsable de tales grabaciones se encuentra en el Reino Unido y no en Alemania. Holmes sostiene que las cintas de la voz del terror son recogidas en el Reino Unido por un avión de la Luftstreitkräfte.
Gracias a la ayuda de Kitty, Holmes descubre que Christopher es el nombre de unos muelles ubicados en Londres, los cuales fueron construidos antes del reinado de la reina Victoria. Mientras inspeccionan el lugar, Holmes y Watson son seguidos por Lloyd. Los tres hombres son atrapados por un grupo de nazis, quienes los acusan de crímenes cometidos contra el Tercer Reich, pero los amigos de Kitty logran rescatarlos. En medio del enfrentamiento uno de los nazis, llamado Meade, escapa en una lancha. Al llegar a su casa, Meade se encuentra con Kitty, quien pretende ser una ladrona que es perseguida por la policía. Kitty oye a Meade hablando por teléfono y le avisa a Holmes que tiene plandeado ir a la casa de campo de Barham esa noche.
Holmes llega a la casa de campo y logra reunirse con Barham, quien estaba haciendo una ronda nocturna por los alrededores. Ambos ven cómo Meade se aproxima a un avión que aterrizó en las cercanías, pero los disparos de Barham los ahuyentan. Tras el incidente, Meade le pide a Kitty que lo acompañe y ambos se van en un automóvil, seguidos por un ayudante de Holmes. El ayudante le informa al detective que Meade fue a una aldea ubicada al sur del Reino Unido, por lo que Holmes decide ir al lugar junto a los miembros del Consejo. 
Al llegar al lugar descubren que Meade estaba reunido con otros soldados nazis, planeando la invasión del Reino Unido a través de su costa sur. La última transmisión recibida había sido un señuelo para concentrar las esfuerzas británicas en la costa norte, dejando desprotegidos sus otros flancos. Los alemanes son capturados y Holmes revela que la verdadera identidad de la voz del terror es Evan Barham, quien resulta ser un impostor. El verdadero Barham había muerto en Alemania durante la Primera Guerra Mundial, y su lugar fue ocupado por un alemán llamado Heinrich von Bock. Holmes sospechó de él al notar que la cicatriz que tenía en la cara era más reciente que la del verdadero Barham. Al ver que sus planes fueron desbaratados, von Bock toma un arma y mata a Kitty. Cuando el alemán intenta huir del lugar es matado por los soldados británicos. Los presentes rodean el cadáver de Kitty y juran que su muerte no será en vano.

## Reparto
- Basil Rathbone como Sherlock Holmes.
- Nigel Bruce como Dr. John H. Watson
- Evelyn Ankers como Kitty.
- Henry Daniell como Sir Alfred Lloyd.
- Thomas Gomez como R.F. Meade
- Reginald Denny como Sir Evan Barham.
- Leyland Hodgson como Capitán Roland Shore.
- Olaf Hytten como Almirante Sir John Prentiss.
- Montagu Love como General Jerome Lawford.
- Hillary Brooke como Jill Grandis.

## Producción
Tras estrenar The Hound of the Baskervilles y The Adventures of Sherlock Holmes en 1939, 20th Century Fox decidió no seguir haciendo películas sobre Sherlock Holmes, ya que consideraba que el personaje era demasiado "pintoresco" para el contexto de la Segunda Guerra Mundial. Los actores Basil Rathbone, Nigel Bruce y Mary Gordon, quienes interpretaron a Holmes, Watson y la Sra. Hudosn en aquellas cintas, continuaron ocupando sus roles en la radio. Tiempo después, Universal Pictures adquirió los derechos del personaje de Arthur Conan Doyle para hacer sus propias adaptaciones cinematográficas. El estudio decidió contratar a Rathbone, Bruce y Gordon para que volvieran a interpretar a los personajes en la pantalla grande. A diferencia de las películas de 20th Century Fox, ambientadas en el siglo XIX, Universal decidió ambientar Sherlock Holmes and the Voice of Terror en los años 1940. Una de las razones era ahorrar dinero en decorados y vestuario. En un texto que aparece al principio de la cinta se lee:

"Sherlock Holmes, el inmortal personaje de ficción creado por Sir Arthur Conan Doyle, no tiene edad, es invencible e inmutable. En la solución de problemas importantes de la actualidad sigue siendo -como siempre- el maestro supremo del razonamiento deductivo".

En el guion de la película se utilizaron ciertos elementos del cuento Su último saludo en el escenario de Conan Doyle, en el que Holmes se enfrenta a un espía alemán antes de la Primera Guerra Mundial. Además, se tomaron algunos elementos de la historia de Lord Haw-Haw, alias utilizado por varios locutores de radio que durante la Segunda Guerra Mundial transmitieron al Reino Unido y a Estados Unidos mensajes propagandísticos a favor de la Alemania nazi.